# ريولو تيرمي
ريولو تيرمي (بالإيطالية: Riolo Terme)‏ هي بلدية في مقاطعة رافينا في إقليم إميليا رومانيا الإيطالي.

## السكان
في سنة 1861 بلغ عدد السكان 3٬230 نسمة، وتطور العدد ليصل في سنة 2011 لـ 5٬777 نسمة.
يظهر هذا المخطط البياني تطور النمو السكاني لـ ريولو تيرمي

## توأمة
لريولو تيرمي اتفاقيات توأمة مع:
- أوبراسباخ

## أعلام
- إليو فيستا